# Пиратска партия (България)
Вижте пояснителната страница за други значения на Пиратска партия.
Пиратската партия е политическа партия в България. Тя е член на международния Пиратски интернационал. Основана е през 2010 г. Председател на партията е Ангел Тодоров.

## История
Идеята за създаването на партията се поражда от фактът, че седмици по-рано се обсъжда затварянето на най-известните торент сайтове в България. Инициатива по създаването й предприема Ангел Тодоров, който е бивш служител на ДАНС.
Партията е учредена на 11 април 2010 г. в София. На учредителното събрание присъстват 528 делегати от 20 града, приет е устав, програма и национално ръководство. В съзвучие с интернет терминологията членовете партията определят да се делят на „пиъри“, „модератори“ и „администратори“. За Национален администратор на партията е избран председателят на Инициативния комитет за учредяването й – Ангел Тодоров.

## Принципи
Основните принципи на партията според устава им са следните:
| „ | - Защита на гражданските права, неприкосновеността на личния живот, тайната на кореспонденцията, свободата на словото, правото на гражданите свободно да обменят мисли, идеи, информиация, култура и всички други граждански права, гарантирани от Конституцията на Република България; - Реформа в законодателството, свързано с авторските и сродните им права с отчитане на интересите както на авторите, така и на потребителите; - Борба срещу всички законови институти, пораждащи частни монополи; - Въвеждане на правото на достъп до интернет като основно човешко право; - Законова защита и гаранции за свободен достъп до информация и култура; - Запазване на интернет като свободна, отворена и неутрална зона, основана на принципи, които позволяват съдържанието на световната мрежа да бъде достъпно за всички потребители; - Реформа в законодателството, свързано с патентното право, в посока свободен обмен на информация, знания и идеи, като водещ мотив да бъде защитата на обществения интерес. | “ |